# Casa de la Vila (Pals)
La Casa de la Vila és una casa consistorial amb elements gòtics de Pals (Baix Empordà) inclosa a l'Inventari del Patrimoni Arquitectònic de Catalunya.

## Descripció
L'actual Casa de la Vila de Pals està situada a la plaça Major, entre els carrers del Raval i de l'Hospital. La planta de l'edifici és irregular, i segueix el traçat del terreny. La façana principal dona a la plaça, i consta de planta baixa i dos pisos. A la planta baixa hi ha 3 portes d'arc carpanell amb dovelles de pedra; al primer pis, tres balcons d'arc rebaixat i poca volada, emmarcats en pedra i amb baranes de ferro i, al segon pis, tres obertures, la més remarcable de les quals és la central,amb interessants relleus a la part superior, consistents en escuts que defineixen petits arcs conopials. Les façanes laterals són de tipus senzill, amb diverses obertures disposades irregularment.

## Història
L'edifici de l'ajuntament és el resultat de la unificació de diverses construccions, d'origen gòtic, que van integrar-se posteriorment en una de sola.